# Alsophila murinaria
Alsophila murinaria är en fjärilsart som beskrevs av Moritz Balthasar Borkhausen 1794. Alsophila murinaria ingår i släktet Alsophila och familjen mätare. Inga underarter finns listade i Catalogue of Life.